# Oklahoma City Thunder
Los Oklahoma City Thunder (en español, Trueno de Oklahoma City) son un equipo profesional de baloncesto de los Estados Unidos con sede en Oklahoma City, Oklahoma. Compiten en la División Noroeste de la Conferencia Oeste de la National Basketball Association (NBA) y disputan sus partidos como locales en el Paycom Center. 
El equipo fue fundado en 1967 en la ciudad de Seattle (Washington) con el nombre de Seattle SuperSonics. En 2008 el nuevo propietario de la franquicia, el empresario Clay Bennett, natural de Oklahoma City, trasladó a los SuperSonics a su ciudad natal y se convirtieron en los Thunder.
A lo largo de su historia Oklahoma City Thunder ha ganado dos campeonatos de NBA (1979 y 2025), el primero de los cuales fue bajo el nombre de Seattle SuperSonics. Además, cuentan con cinco títulos de conferencia y trece títulos de división.

## Historia

### 1967-2008: Seattle SuperSonics
La franquicia hoy conocida como Oklahoma City Thunder fue creada en diciembre de 1966 como  Seattle SuperSonics, nombre que recibió debido al contrato que la ciudad había conseguido para la fabricación del Boeing 2707, el primer avión supersónico de fabricación estadounidense. Los Sonics fueron la primera franquicia profesional de la ciudad del Estado de Washington. Debutaron en la NBA en la temporada 1967-68 y permanecieron en Seattle hasta la 2007-08. En esas cuatro décadas el equipo logró un campeonato de liga en 1979, tres títulos de conferencia y seis de división.
En 2006 los Seattle SuperSonics fueron vendidos por 350 millones de dólares a un grupo de inversores de Oklahoma City dirigidos por Clay Bennett, operación que fue aprobada por la NBA en octubre del año siguiente. La capital de Oklahoma había acogido temporalmente a los New Orleans Hornets durante las temporadas 2005-06 y 2006-07 a consecuencia de los efectos del Huracán Katrina en la ciudad de Nueva Orleans, jugando sus partidos de casa en el Ford Center. A raíz de esa experiencia, el entonces comisionado de la liga, David Stern, comentó que Oklahoma City podría alojar una franquicia propia en el futuro. 
Los términos de la venta de los Sonics pedían al nuevo grupo de propietarios tener "buena fe y el mejor esfuerzo" para que en un plazo de doce meses pudieran garantizar un nuevo contrato de alquiler del estadio u otro lugar en el área metropolitana de Seattle. Bennett pasó gran parte de 2007 tratando de obtener fondos públicos para un estadio nuevo o una renovación importante del KeyArena. Después de un año de numerosos desacuerdos entre los gobiernos locales y estatales y el equipo, Bennett anunció que la franquicia se mudaría a Oklahoma City tan pronto como el contrato de alquiler del KeyArena expirara. Los propietarios de los equipos de la NBA aprobaron el traslado por 28-2. 
En 2008, las diferencias entre la ciudad de Seattle y Bennett sobre los intentos de este para romper los últimos dos años de contrato con el KeyArena acabaron en los tribunales federales, y casi un mes más tarde las dos partes llegaron a un acuerdo. El trato concedía a la ciudad 45 millones de dólares por la cancelación del contrato, y podría proporcionar 30 millones más en 2013 si se cumplían ciertas condiciones. Los dueños acordaron dejar el nombre de SuperSonics, el logotipo y los colores en Seattle para una posible franquicia en el futuro. Algunos elementos siguen siendo propiedad del equipo de Oklahoma City, como récords y trofeos. 
El 3 de septiembre de 2008 se revelaron el nuevo nombre, logotipo y colores de la franquicia. La denominación Thunder fue elegida por la ubicación de Oklahoma en el Tornado Alley y porque la ciudad fue sede de la Cuadragésimoquinta División de Infantería del Ejército de los Estados Unidos, que era apoda como Thunderbirds. 

### 2008-2016: La era de Kevin Durant

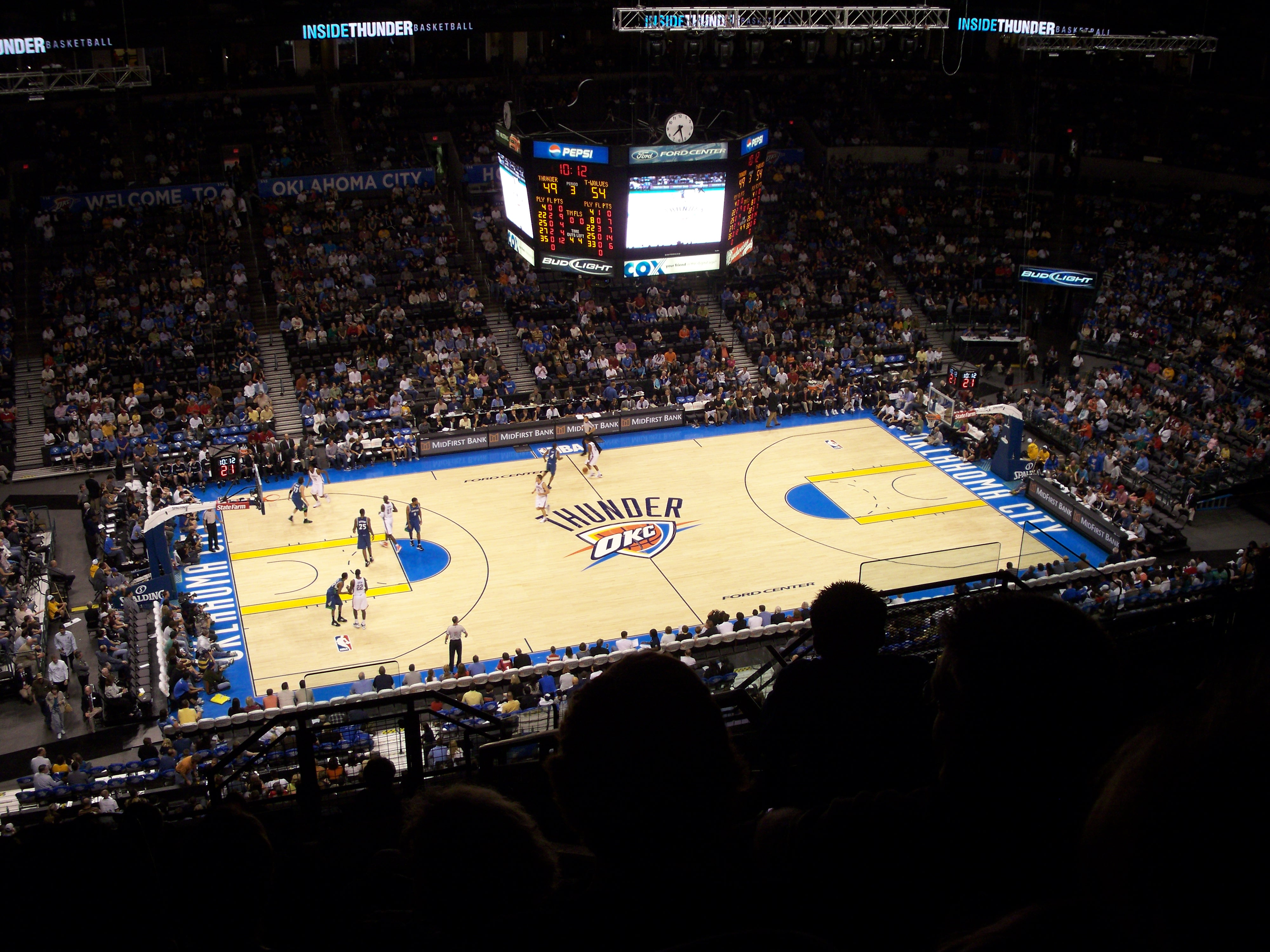
Primera victoria de los Thunder en el Ford Center ante los Timberwolves.

Los Thunder participaron en la Orlando Pro Summer League con sus jugadores de segundo año, agentes libres a prueba y novatos. Los jugadores llevaban camisetas genéricas en blanco y negro que ponían OKC-NBA sobre un balón de baloncesto. Los Thunder entrenaron temporalmente en las instalaciones del Sawyer Center en la Southern Nazarene University, instalaciones que también habían utilizado los Hornets cuando estuvieron en Oklahoma City tras el huracán Katrina.
Los Thunder jugaron varios partidos de pretemporada antes de que empezara la temporada regular, pero solo uno se disputó en Oklahoma City. Los Thunder hicieron su primera aparición en Billings, Montana, el 8 de octubre de 2008, perdiendo 88-82 contra los Minnesota Timberwolves. El primer encuentro en el Ford Center fue el 14 de octubre ante Los Angeles Clippers.
En su primer partido en casa de la temporada regular, perdieron contra los Milwaukee Bucks. Earl Watson anotó los primeros puntos con una bandeja. Tres noches después, el 2 de noviembre, los Thunder ganaron su primer partido como franquicia al vencer a los Timberwolves, con un récord de 1-3. El equipo tuvo una racha de 10 partidos seguidos perdiendo antes de decidir, el 22 de noviembre, despedir al entrenador PJ Carlesimo y el asistente Paul Westhead para que Scott Brooks se hiciera cargo del equipo. Oklahoma City perdió sus siguientes cuatro partidos para empatar la peor racha establecida en Seattle la temporada anterior (14 partidos seguidos perdiendo). Sin embargo, el equipo logró evitar entrar en la historia al ganar a los Memphis Grizzlies.
Según la temporada avanzaba, los Thunder comenzaron a mejorar. Después de iniciarla con un desastroso 3-29, la terminaron con un balance de 20-30. No solo ganaban más a menudo, sino que además fueron mucho más competitivos que en la primera parte de la temporada. El equipo terminó su primera temporada en Oklahoma City con una victoria ante Los Angeles Clippers, con lo que acabaron con un récord de 23-59, mejorando el 20-62 de la última temporada en Seattle. El éxito final de la temporada contribuyó a la renovación de Scott Brooks como entrenador del equipo. 
Como resultado de la mudanza a Oklahoma City desde Seattle, la situación económica del equipo mejoró notablemente. En diciembre de 2008, la revista Forbes calculaba que el valor de la franquicia era de 300 millones de dólares. Un aumento del 12% con respecto al año anterior que estaba en 268 millones dólares, cuando el club se encontraba en Seattle. La revista Forbes también mencionó un aumento en el porcentaje de entradas vendidas, de 78% en el último año en Seattle a 100% en la temporada 2008-09.

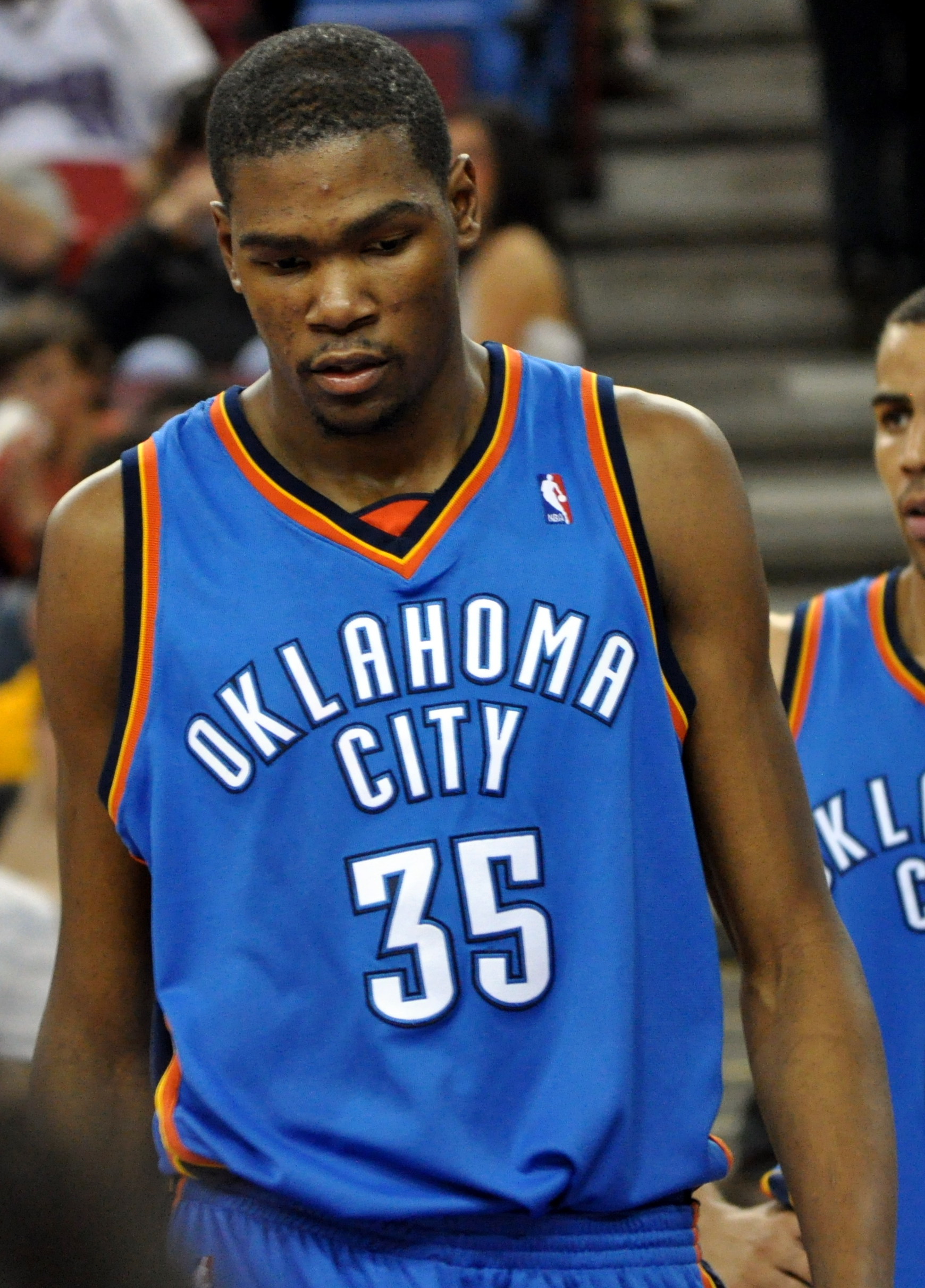
Kevin Durant, ex estrella del equipo.

Después de una primera temporada llena de muchos ajustes, los Thunder esperaron mejorar durante su segunda temporada en Oklahoma City. No hicieron ningún movimiento importante aparte de la incorporación al equipo de James Harden de Arizona State University, elegido tercero en el Draft. Los Thunder seleccionaron a Rodrigue Beaubois en el número 25 del Draft de 2009 pero inmediatamente se lo intercambiaron a los Dallas Mavericks por su selección 24, el pívot Byron Mullens de Ohio State University. Posteriormente, el equipo fichó a los veteranos Etan Thomas y Kevin Ollie, un pívot y un base respectivamente. El último cambio en su plantilla se produjo el 22 de diciembre de 2009, cuando el equipo consiguió a Eric Maynor de los Utah Jazz. Maynor inmediatamente relevo a Kevin Ollie como base suplente.
Desde el principio, el joven equipo parecía decidido y conjuntado. El creciente liderazgo de Kevin Durant, junto con la creciente experiencia de los jugadores más jóvenes del equipo, fueron signos alentadores de que estaban mejorando. En la temporada 2009-10 tuvieron varias victorias sobre equipos de elite, incluyendo una paliza de 28 puntos sobre el campeón de la Conferencia Este, los Orlando Magic y una amplia victoria por 16 puntos ante el actual campeón de la NBA, Los Angeles Lakers, aparte de las victorias sobre los San Antonio Spurs, Utah Jazz, Miami Heat, Boston Celtics y Dallas Mavericks mejorado enormemente su reputación. A pesar de que tenían en torno al 50% de victorias en la primera mitad de la temporada, fue finalmente una racha de nueve partidos ganados la que los envió a los Playoffs. Kevin Durant se convirtió en el jugador más joven en la historia en ganar el título de Máximo Anotador de la NBA, promediando 30.1 puntos por partido en los 82 partidos que disputó.
Los Thunder terminaron con un balance de 50-32, más del doble de victorias que en la campaña anterior. El 50-32 los dejó empatados con los Golden State Warriors como el octavo mejor equipo de la era moderna que entra en Playoffs, al menos en términos estadísticos. Los Oklahoma City Thunder también tuvieron el mismo récord que los Boston Celtics en esa temporada, terminando cuartos en la División Noroeste y octavos de la Conferencia Oeste, con lo que se ganaron un puesto en los Playoffs. El 22 de abril, el equipo obtuvo su primera victoria en postemporada en Oklahoma City, cuando derrotó al vigente campeón, Los Angeles Lakers, por 101-96. Este fue también el primer encuentro de Playoffs en el Ford Center. Sin embargo, los Thunder fueron eliminados por los Lakers en la primera ronda (4-2).
Oklahoma City quedó duodécimo en la asistencia general de la NBA, y el séptimo en porcentaje de asientos disponibles ocupados (98%, incluyendo 28 “llenos” en los 41 partidos jugados en casa). La situación económica del equipo también siguió mejorando en 2009-10. La revista Forbes estima que el valor del equipo era de 310 millones de dólares (un aumento de 10 millones respecto al año anterior) con unos 12.7 millones estimados de beneficios (por primera vez en años para la franquicia).
Económicamente, la franquicia continuó con los resultados positivos desde que se mudaron de Seattle a Oklahoma City. En enero de 2011, la revista Forbes calculó que el valor de la franquicia era de 329 millones de dólares, un 6% más que en la temporada 2009-10 y que los dejaba en decimoctavo puesto de la NBA. La revista también estimó que los ingresos de la franquicia fueron de 118 millones y los beneficios de 22,6 millones, un aumento del 6,3% y 78% respecto al año anterior. Los Thunder terminaron la temporada 2010-11 con un balance de 55-27, cinco victorias más que el año anterior. El equipo también consiguió su primer título de división desde que se mudó a Oklahoma City y el séptimo en la historia de la franquicia. 
En playoffs, en el enfrentamiento ante los Denver Nuggets, Kevin Durant anotó 41 puntos en el primer encuentro para establecer un nuevo récord de la franquicia en Playoffs. En el último partido de la serie, anotó 41 puntos de nuevo y el ala-pívot Serge Ibaka, con 9 tapones, estuvo a punto de empatar el récord de tapones en un partido de playoffs (10, establecido por Mark Eaton y Hakeem Olajuwon). Con la victoria, los Thunder pasaron de ronda ganando la serie por 4-1, para enfrentarse a los Memphis Grizzlies, que siendo octavos de Conferencia ganaron a los San Antonio Spurs, los primeros, apenas unos días después por 4-2. Los Thunder avanzaron a la Final de la Conferencia Oeste con una victoria reñida en 7 encuentros sobre los Grizzlies. Durant fue de nuevo la estrella, anotando 39 puntos en el séptimo y último partido, mientras que Russell Westbrook hizo un triple-doble. Sin embargo, a pesar de luchar hasta el final contra los Dallas Mavericks, cayeron por 4-1. Tuvieron la oportunidad de empatar la serie en el cuarto partido, pero no pudieron mantener una ventaja de 15 puntos a falta de cinco minutos en el cuarto y terminaron perdiendo en la prórroga por 7 puntos (112-105).
En la temporada 2011-12, los Thunder clasificaron segundos en la Conferencia Oeste y se clasificaron por tercera vez a los playoffs, Durant ganando de nuevo el título de máximo anotador. En la postemporada eliminaron 4-0 a los Dallas Maverics, así vengándose de la eliminatoria del año pasado, y luego a los Angeles Lakers 4-1 para avanzar a sus segundas finales de conferencia. En ella se enfrentaron a los San Antonio Spurs que empezaron ganando 2-0, pero sorprendentemente dieron vuelta a la serie y se clasificaron a las Finales de la NBA.
En sus primeras finales desde su traspaso a Oklahoma City, se enfrentaban a Miami Heat, que venían de eliminar 4-3 a los Boston Celtics en una fantástica serie. En el primer partido Oklahoma mostró algo de inexperiencia, pero con 36 de Kevin Durant los Thunder se llevaron el primer juego de la serie (1-0). En el segundo partido Miami empezó con un 18-2 y parecía que se llevarían el partido fácilmente; sin embargo, no fue hasta el último cuarto donde Oklahoma se acercó hasta ponerlo a 2, Durant pudo empatar el partido, pero falló su lanzamiento y LeBron con el pulso firme metió dos tiros libres y empató la serie (1-1). En el tercer partido, Miami sufrió hasta los 2 últimos minutos para ganar el partido y poner la serie 2-1 a favor de ellos. En el cuarto partido, Oklahoma lideraba 33-19 en el primer cuarto y parecía que iba a empatar la serie, pero a pesar de los 43 puntos de Westbrook en factor ganador, fue Mario Chalmers, que con 26 puntos y 4 tiros libres, ayudó a Miami a ponerse 3-1 y a un paso del título. En el quinto partido, Oklahoma dio lucha hasta el tercer cuarto (63-72 a la mitad), pero Miami corrió un 16-0 para ganar por 24 al final del tercer cuarto y con un Miller de ensueño (logrando 7 triples en el partido). Miami se quitó la espina del año pasado y ganó su segundo título en su historia al ganar 4-1 la serie final. LeBron alzó el título de MVP de las finales y los Thunder finalizaron su mejor temporada desde su traspaso, dejando un enorme futuro por delante.
En la temporada 2012-13, los Thunder traspasaron al que hoy en día es una superestrella, James Harden, a cambio de Kevin Martin. OKC se estableció como el mejor equipo del Oeste tras lograr 60 victorias, pero no el mejor de la liga, ya que Miami Heat lograría 66.
En la primera ronda se enfrentaron a los Houston Rockets, los cuales eran dirigidos por James Harden. Sufrieron para ganar la serie 4-2, sin embargo Westbrook se lesionó de gravedad, lo cual le hizo perderse todo lo que quedaba de los playoffs. En las semifinales de conferencia se enfrentaron a los Memphis Grizzlies, quienes no perdonaron la baja de Westbrook y los eliminó en un contundente 4-1 (después los Grizzlies serían barridos 4-0 por los Spurs).
En la temporada 2013-14, los Thunder empezaron como uno de los mejores equipos de la liga; no obstante, la baja de Westbrook hizo dudar de nuevo. En esa temporada Kevin Durant se consagraría, por lo menos esa temporada, como el mejor jugador de la liga, e incluso llegó romper un récord de Michael Jordan (40 o más partidos con más de 25 puntos).
Finalmente, Durant fue MVP, Westbrook se recuperó al 100% y los Thunder entraron como el mejor segundo equipo del Oeste con marca de 59-23.
En la primera ronda de playoffs, se enfrentaron a los Memphis Grizzlies, a los cuales eliminaron en un ajustado 4-3. En la siguiente ronda se enfrentaron a los Clippers de Chris Paul y Blake Griffin. En el primer partido los Clippers se dieron un festín tras ganar 122-105, en el cual CP3 destacó con 32 puntos y 10 asistencias, pero el resto de la serie los Thunder dominaron y ganaron con un 4-2 global. Ibaka se lesionó y se perdería el resto de los playoffs.
En las finales de conferencia se enfrentaron a los Spurs, que venían de ganar a Mavericks y Blazers. En los primeros 2 partidos los Spurs dominaron notoriamente, pero en el tercer juego sucedió lo impensable, Serge Ibaka se había recuperado, lo cual llenó de confianza a OKC para ganar los dos siguientes partidos (el cuarto destaca para Westbrook, ya que hizo 40 puntos, 10 asistencias y 5 robos). Desgraciadamente, los Spurs ganaron los 2 partidos siguientes y avanzaron a las finales de la NBA, dejando al Thunder de nuevo a las puertas.
La temporada 2014/15 estuvo plagada de lesiones. Sus dos estrellas, Kevin Durant y Russell Westbrook pasaron por largos periodos de lesiones. Durant solo pudo jugar 27 partidos en toda la temporada. Westbrook también pasó por periodos de lesiones, aunque pudo jugar 67 partidos, sin embargo, no impidió que su equipo se quedase fuera de los playoffs por primera vez desde la temporada 2008/09. Tras ello, Scott Brooks fue despedido y sustituido por Billy Donovan, que dio el salto a los banquillos de la NBA tras su espantada a los Orlando Magic en el verano de 2007.
Los Thunder mejoraron en la temporada 2015-16 gracias a la recuperación de sus estrellas y finalizaron con un balance de 55-27 en el tercer puesto del Oeste. En la primera ronda eliminaron a los Dallas Mavericks con un cómodo 4-1 y en la segunda ronda se enfrentaron a los San Antonio Spurs, a los que eliminaron en seis partidos. En las Finales de Conferencia se vieron las caras con los Golden State Warriors, que venían de firmar la mejor temporada regular de la historia de la NBA (73-9). Los Thunder llegaron a liderar la serie 3-1, pero finalmente el equipo californiano le dio la vuelta a la eliminatoria. 
El 4 de julio de 2016, Durant anunció que dejaba los Thunder tras nueve años en la organización para fichar como agente libre por los Warriors.

### 2016-2019: La era de Russell Westbrook
Con la marcha de Kevin Durant, Russell Westbrook se convirtió en el jugador franquicia indiscutido del equipo. El base, que ese verano firmó una extensión por tres años, fue galardonado con el MVP de la Temporada tras convertirse en el segundo jugador de la historia de la NBA en promediar un triple-doble, además de establecer el récord de más triples-dobles en una temporada. Los Thunder terminaron sextos en su conferencia con un 47-35 de registro y cayeron en la primera ronda de los Playoffs frente a los Houston Rockets.
En el verano de 2017 los Thunder hicieron dos fichajes de renombre. En julio traspasaron a Victor Oladipo y a Domantas Sabonis a los Indiana Pacers a cambio de Paul George y en septiembre traspasaron a Enes Kanter, Doug McDermott y un pick de segunda ronda del Draft de 2018 a los New York Knicks a cambio de Carmelo Anthony. A pesar de formar un Big Three, el equipo sólo ganó un partido más que el año anterior y volvió a caer en primera ronda, esta vez frente a los Utah Jazz.
Para temporada siguiente Anthony fue traspasado a los Atlanta Hawks en una operación a tres bandas, mientras que George regresó al equipo firmando un contrato por cuatro años y 137 millones de dólares. Por otra parte, Nick Collison anunció su retirada del baloncesto tras estar sus quince años carrera en los Sonics/Thunder. OKC terminó en la sexta plaza del Oeste en un año en el que Paul George fue tercero en las votaciones del MVP. Sin embargo, el equipo a cayó en primera ronda por tercer año consecutivo.
La eliminación ante los Portland Trail Blazers de Damian Lillard supuso el fin de una era en Oklahoma City, ya que el 10 de julio de 2019 Paul George fue traspasado a Los Angeles Clippers a cambio de Shai Gilgeous-Alexander, Danilo Gallinari y un lote de siete futuras elecciones de primera ronda (dos de ellas pertenecientes a los Miami Heat). Menos de una semana después, los Thunder enviaron a Russell Westbrook a los Houston Rockets a cambio de Chris Paul y cuatro picks de primera ronda.

### 2019-presente: La era de Shai Gilgeous-Alexander

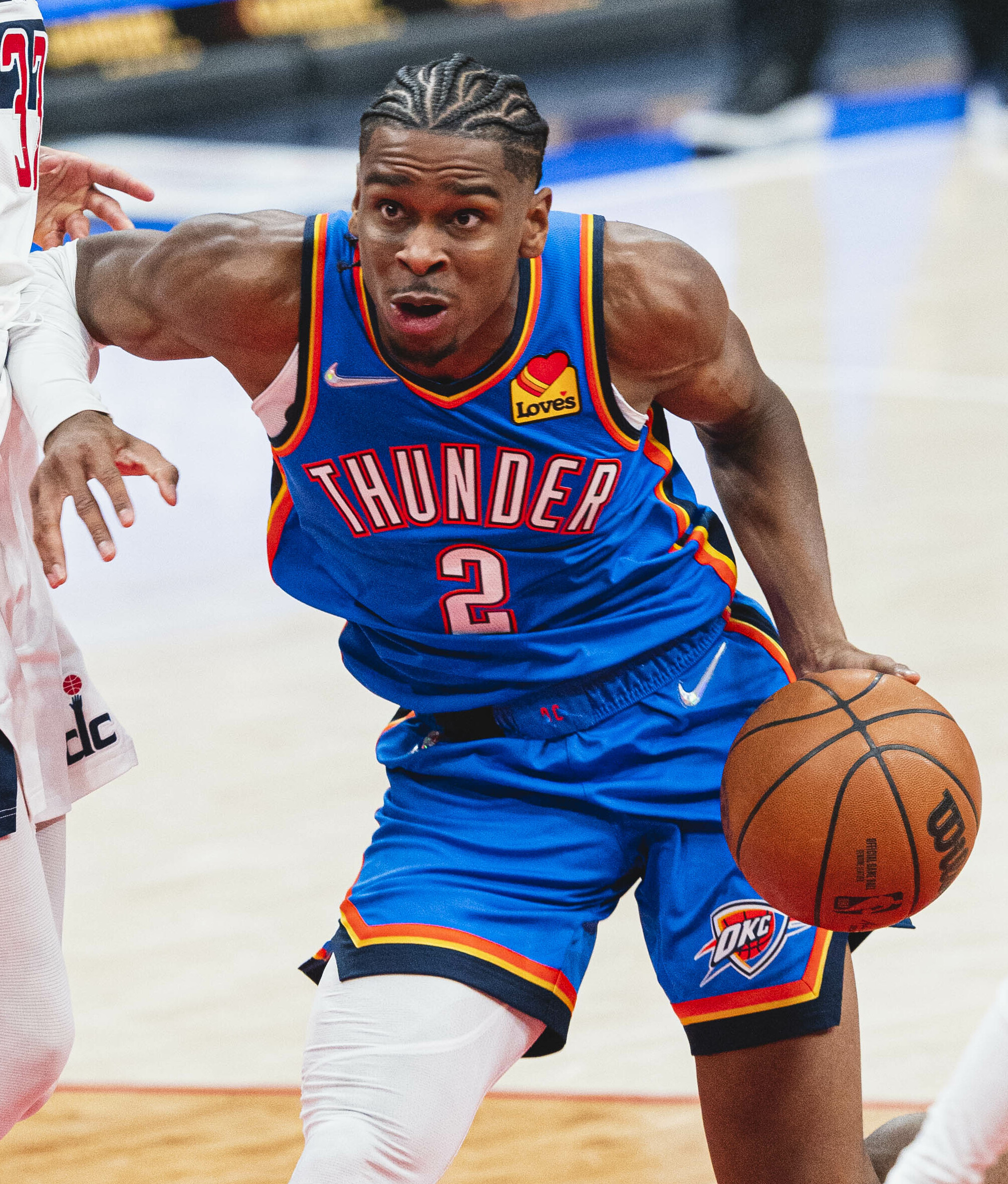
Shai Gilgeous-Alexander llegó a los Thunder en 2019.

Con los traspasos de Russell Westbrook y Paul George, los Oklahoma City Thunder entraron en lo que se presumía como un periodo de reconstrucción. Aun así, de la mano del veterano Chris Paul y la joven promesa Shai Gilgeous-Alexander, finalizaron la temporada 2019-20 con un sorprendente récord positivo (44-28) como quintos de su conferencia. En los Playoffs, que se celebraron en la Burbuja de Florida por la pandemia de COVID-19, fueron eliminados por los Houston Rockets en una eliminatoria que se fue a siete partidos.
Tras la Burbuja, los Thunder iniciaron definitivamente su reconstrucción profunda en la temporada 2020-21. Billy Donovan dejó el banquillo del equipo y fue reemplazado por Mark Daigneault. Chris Paul y Abdel Nader fueron traspasados a los Phoenix Suns a cambio de Ty Jerome, Jalen Lecque, Kelly Oubre, Ricky Rubio y un pick de primera ronda de 2022. Sólo Jerome formó parte del roster de los Thunder en 2021. Steven Adams fue enviado a los New Orleans Pelicans en una operación a cuatro bandas y adquirieron a Al Horford en un intercambio con los Philadelphia 76ers. OKC terminó con un balance de 22-50, en decimocuarta posición de su conferencia, perdiéndose los playoffs por primera vez desde 2015.
Para el verano de 2021 los Thunder habían acumulado 36 futuras selecciones de Draft durante los siguientes siete años, 18 en la primera ronda y 18 en la segunda. En junio, Horford fue traspasado a los Boston Celtics a cambio de una primera ronda de ese año y Kemba Walker, que fue cortado dos meses después. En el Draft de 2021 eligieron a Josh Giddey, Alperen Şengün y Tre Mann en primera ronda. Şengün fue posteriormente enviado a los Rockets por dos futuras rondas. A principios de agosto, Gilgeous-Alexander firmó una extensión máxima de contrato de cinco años por un valor de 172 millones de dólares. El 2 de diciembre de 2021, los Thunder perdieron ante los Memphis Grizzlies en el FedEx Forum por 73 puntos de diferencia (152-79), lo que constituyó un nuevo récord de la NBA a la paliza más grande en la historia de la liga. Ocho meses antes, en la temporada anterior, habían perdido en casa ante los Indiana Pacers por 95-152, por lo que el equipo pasó a tener los récords de derrotas más grandes tanto en casa como fuera. La nota positiva del curso fue el rendimiento de Giddey, que se convirtió en el jugador más joven en la historia de la NBA en registrar un triple-doble, en el jugador más joven en la historia de la NBA en liderar a todos los jugadores en puntos, rebotes y asistencias en un partido, y se unió a Oscar Robertson como los únicos rookies en la historia de la liga en registrar tres triples-dobles consecutivos.  La temporada 2021-22 finalizó con 24 victorias y 58 derrotas, en el último puesto de su división y el penúltimo de la conferencia, únicamente por delante de los Houston Rockets.
De cara a la 2022-23 los principales movimientos fueron las elecciones de Chet Holmgren (puesto 2) y Jalen Williams (puesto 12) en el Draft. Se esperaba que fuese un año de pelear por entrar en Playoffs, pero en agosto Holmgren sufrió una lesión de Lisfranc que le haría perderse toda la temporada. A pesar de ello, los Thunder finalizaron décimos de su conferencia. En el Play-in ganaron a los Pelicans en el primer encuentro, pero fueron derrotados por los Minnesota Timberwolves en el segundo, por lo que se perdieron así los Playoffs por tercer año consecutivo.
Los Thunder dieron el salto definitivo a la competitividad en la temporada 2023-24. Con un balance de 57-25, se convirtieron en el equipo más joven de la historia de la NBA en terminar como líder de su confencia. Daigneault fue nombrado Entrenador del Año. En su regreso a postemporada cuatro años después, barrieron a los Pelicans en primera ronda (4-0), pero en las semifinales fueron eliminados por los Dallas Mavericks (2-4).
En la temporada 2024-25 OKC reforzó su plantilla con los fichajes de Alex Caruso, que llegó vía traspaso con los Chicago Bulls a cambio de Josh Giddey, y de Isaiah Hartenstein como agente libre. Los Thunder firmaron la mejor campaña de la historia de la franquicia –incluyendo tanto Seattle como Oklahoma City– con un registro de 68-14, empatado como el sexto mejor de siempre en la NBA y Gilgeous-Alexander fue nombrado MVP de la temporada. Llegaron a las Finales trece años después tras eliminar a Memphis Grizzlies (4-0), Denver Nuggets (4-3) y Minnesota Timberwolves (4-1). El 22 de junio de 2025 se proclamó campeón de la NBA por segunda vez en su historia (la primera siendo los Thunder) tras vencer a Indiana Pacers en el séptimo encuentro de las Finales de la NBA (4-3), donde Shai fue nombrado MVP de las finales.

## Trayectoria
Nota: G: Partidos ganados P:Partidos perdidos %:porcentaje de victorias
| Temporada             | G    | P    | %    | Play-offs                                                                                              | Resultados |
| --------------------- | ---- | ---- | ---- | --- | --- |
| Seattle SuperSonics   |      |      |      | | |
| 1967-68               | 23   | 59   | .280 | | |
| 1968-69               | 30   | 52   | .366 | | |
| 1969-70               | 36   | 46   | .439 | | |
| 1970-71               | 38   | 44   | .463 | | |
| 1971-72               | 47   | 35   | .573 | | |
| 1972-73               | 26   | 56   | .317 | | |
| 1973-74               | 36   | 46   | .439 | | |
| 1974-75               | 43   | 39   | .524 | Ganan en 1ª ronda Pierden en Semifinal de Conferencia                                                  | Seattle 2, Detroit 1 Golden State 4, Seattle 2                                                                 |
| 1975-76               | 43   | 39   | .524 | Pierden en Semifinal de Conferencia                                                                    | Phoenix 4, Seattle 2                                                                                           |
| 1976-77               | 40   | 42   | .488 | | |
| 1977-78               | 47   | 35   | .573 | Ganan en 1ª ronda Ganan en Semifinal de Conferencia Ganan en Final de Conferencia Pierden en Final NBA | Seattle 2, Los Ángeles 1 Seattle 4, Portland 2 Seattle 4, Denver 2 Washington 4, Seattle 3                     |
| 1978-79               | 52   | 30   | .634 | Ganan en Semifinal de Conferencia Ganan en Final de Conferencia Ganan en Final NBA                     | Seattle 4, Los Ángeles 1 Seattle 4, Phoenix 3 Seattle 4, Washington 1                                          |
| 1979-80               | 56   | 26   | .683 | Ganan en 1ª ronda Ganan en Semifinal de Conferencia Pierden en Final de Conferencia                    | Seattle 2, Portland 1 Seattle 4, Milwaukee 3 Los Ángeles 4, Seattle 1                                          |
| 1980-81               | 34   | 48   | .415 | | |
| 1981-82               | 52   | 30   | .634 | Ganan en 1ª ronda Pierden en Semifinal de Conferencia                                                  | Seattle 2, Houston 1 San Antonio 4, Seattle 1                                                                  |
| 1982-83               | 48   | 34   | .585 | Pierden en 1ª ronda                                                                                    | Portland 2, Seattle 0                                                                                          |
| 1983-84               | 42   | 40   | .512 | Pierden en 1ª ronda                                                                                    | Dallas 3, Seattle 2                                                                                            |
| 1984-85               | 31   | 51   | .378 | | |
| 1985-86               | 31   | 51   | .378 | | |
| 1986-87               | 39   | 43   | .476 | Ganan en 1ª ronda Ganan en Semifinal de Conferencia Pierden en Final de Conferencia                    | Seattle 3, Dallas 1 Seattle 4, Houston 2 Los Ángeles 4, Seattle 1                                              |
| 1987-88               | 44   | 38   | .537 | Pierden en 1ª ronda                                                                                    | Denver 3, Seattle 2                                                                                            |
| 1988-89               | 47   | 35   | .573 | Ganan en 1ª ronda Pierden en Semifinal de Conferencia                                                  | Seattle 3, Houston 1 Los Ángeles 4, Seattle 0                                                                  |
| 1989-90               | 41   | 41   | .500 | | |
| 1990-91               | 41   | 41   | .500 | Pierden en 1ª ronda                                                                                    | Portland 3, Seattle 2                                                                                          |
| 1991-92               | 47   | 35   | .573 | Ganan en 1ª ronda Pierden en Semifinal de Conferencia                                                  | Seattle 3, Golden State 1 Utah 4, Seattle 1                                                                    |
| 1992-93               | 55   | 27   | .671 | Ganan en 1ª ronda Ganan en Semifinal de Conferencia Pierden Final de Conferencia                       | Seattle 3, Utah 2 Seattle 4, Houston 3 Phoenix 4, Seattle 3                                                    |
| 1993-94               | 63   | 19   | .768 | Pierden en 1ª ronda                                                                                    | Denver 3, Seattle 2                                                                                            |
| 1994-95               | 57   | 25   | .695 | Pierden en 1ª ronda                                                                                    | L.A. Lakers 3, Seattle 1                                                                                       |
| 1995-96               | 64   | 18   | .780 | Ganan en 1ª ronda Ganan en Semifinal de Conferencia Ganan Final de conferencia Pierden Final NBA       | Seattle 3, Sacramento 1 Seattle 4, Houston 0 Seattle 4, Utah 3 Chicago 4, Seattle 2                            |
| 1996-97               | 57   | 25   | .695 | Ganan en 1ª ronda Pierden en Semifinal de Conferencia                                                  | Seattle 3, Phoenix 2 Houston 4, Seattle 3                                                                      |
| 1997-98               | 61   | 21   | .744 | Ganan en 1ª ronda Pierden en Semifinal de Conferencia                                                  | Seattle 3, Minnesota 2 L.A. Lakers 4, Seattle 1                                                                |
| 1998-99               | 25   | 25   | .500 | | |
| 1999-2000             | 45   | 37   | .549 | Pierden en 1ª ronda                                                                                    | Utah 3, Seattle 2                                                                                              |
| 2000-01               | 44   | 38   | .537 | | |
| 2001-02               | 45   | 37   | .549 | Pierden en 1ª ronda                                                                                    | San Antonio 3, Seattle 2                                                                                       |
| 2002-03               | 40   | 42   | .488 | | |
| 2003-04               | 37   | 45   | .451 | | |
| 2004-05               | 52   | 30   | .634 | Ganan en 1ª ronda Pierden en Semifinal de Conferencia                                                  | Seattle 4, Sacramento 1 San Antonio 4, Seattle 2                                                               |
| 2005-06               | 35   | 47   | .427 | | |
| 2006-07               | 31   | 51   | .383 | | |
| 2007-08               | 20   | 62   | .244 | | |
| Oklahoma City Thunder |      |      |      | | |
| 2008-09               | 23   | 59   | .280 | | |
| 2009-10               | 50   | 32   | .610 | Pierden en 1ª ronda                                                                                    | LA Lakers 4, Oklahoma City 2                                                                                   |
| 2010-11               | 55   | 27   | .671 | Ganan en 1ª ronda Ganan en Semifinal de Conferencia Pierden en Final de Conferencia                    | Oklahoma City 4, Denver 1 Oklahoma City 4, Memphis 3 Dallas 4, Oklahoma City 1                                 |
| 2011-12               | 47   | 19   | .712 | Ganan en 1ª ronda Ganan en Semifinal de Conferencia Ganan en Final de Conferencia Pierden en Final NBA | Oklahoma City 4, Dallas 0 Oklahoma City 4, LA Lakers 1 Oklahoma City 4, San Antonio 2 Miami 4, Oklahoma City 1 |
| 2012-13               | 60   | 22   | .732 | Ganan en 1ª ronda Pierden en Semifinal de Conferencia                                                  | Oklahoma City 4, Houston 2 Memphis 4, Oklahoma City 1                                                          |
| 2013-14               | 59   | 23   | .720 | Ganan en 1ª ronda Ganan en Semifinal de Conferencia Pierden en Final de Conferencia                    | Oklahoma City 4, Memphis 3 Oklahoma City 4, LA Clippers 2 San Antonio 4, Oklahoma City 2                       |
| 2014-15               | 45   | 37   | .549 | | |
| 2015-16               | 55   | 27   | .671 | Ganan en 1ª ronda Ganan en Semifinal de Conferencia Pierden en Final de Conferencia                    | Oklahoma City 4, Dallas 1 San Antonio 2, Oklahoma City 4 Golden State 4, Oklahoma City 3                       |
| 2016-17               | 47   | 35   | .573 | Pierden en 1ª ronda                                                                                    | Houston 4, Oklahoma City 1                                                                                     |
| 2017-18               | 48   | 34   | .585 | Pierden en 1ª ronda                                                                                    | Utah 4, Oklahoma City 2                                                                                        |
| 2018-19               | 49   | 33   | .598 | Pierden en 1ª ronda                                                                                    | Portland 4, Oklahoma City 1                                                                                    |
| 2019-20               | 44   | 28   | .611 | Pierden en 1ª ronda                                                                                    | Houston 4, Oklahoma City 3                                                                                     |
| 2020-21               | 22   | 50   | .306 | | |
| 2021-22               | 24   | 58   | .293 | | |
| 2022-23               | 40   | 42   | .488 | | |
| 2023-24               | 57   | 25   | .695 | Ganan en 1ª ronda Pierden en Semifinal de Conferencia                                                  | Oklahoma City 4, Nueva Orleans 0 Dallas 4, Oklahoma City 2                                                     |
| 2024-25               | 68   | 14   | .829 | Ganan en 1ª ronda Ganan en Semifinal de Conferencia Ganan en Final de Conferencia Ganan en Final NBA   | Oklahoma 4, Memphis 0 Oklahoma 4, Denver 3 Oklahoma 4, Minnesota 1 Oklahoma 4, Indiana 3                       |
| Totales               | 2538 | 2150 | .541 | | |
| Playoffs              | 171  | 172  | .499 | 2 Campeonatos                                                                                          | 2 Campeonatos                                                                                                  |

## Pabellones
Seattle

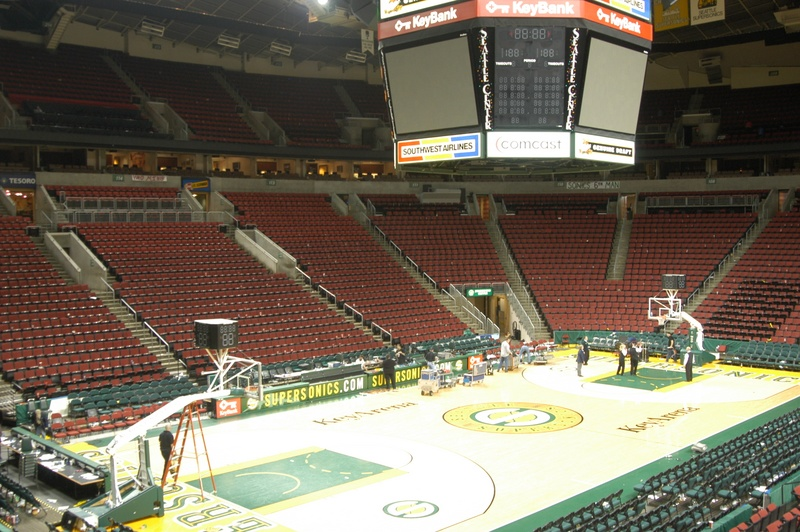
El KeyArena albergó los partidos de casa de los Sonics hasta 2008.

- Seattle Center 1967-1978, 1985-1994, 1995-2008
- The Kingdome 1978-1985
- Tacoma Dome 1994-1995
- Key Arena 1995-2008

Oklahoma City
- Paycom Center 2008-presente [anteriormente denominado Ford Center (2008-2010), Oklahoma City Arena (2010-2011) y Chesapeake Energy Arena (2011-2021)]

## Jugadores

### Miembros del Salón de la Fama del Baloncesto
| Oklahoma City Thunder en el Salón de la Fama del Baloncesto | Oklahoma City Thunder en el Salón de la Fama del Baloncesto | Oklahoma City Thunder en el Salón de la Fama del Baloncesto | Oklahoma City Thunder en el Salón de la Fama del Baloncesto | Oklahoma City Thunder en el Salón de la Fama del Baloncesto |
| Jugadores                                                   | Jugadores                                                   | Jugadores                                                   | Jugadores                                                   | Jugadores                                                   |
| N.º                                                         | Nombre                                                      | Posición                                                    | Periodo                                                     | Año                                                         |
| ----------------------------------------------------------- | ----------------------------------------------------------- | ----------------------------------------------------------- | ----------------------------------------------------------- | ----------------------------------------------------------- |
| 7                                                           | Carmelo Anthony                                             | A                                                           | 2017-2018                                                   | 2025                                                        |

### Números retirados
| Números retirados de Seattle SuperSonics |                 |                    |                         |
| Jugadores                                |                 |                    |                         |
| N.º                                      | Jugador         | Posición           | Años                    |
| 1                                        | Gus Williams    | Base               | 1977 - 1984             |
| 10                                       | Nate McMillan   | Base               | 1987 - 1998             |
| 19                                       | Lenny Wilkens   | Base               | 1969 - 1972             |
| 24                                       | Spencer Haywood | Alero              | 1971 - 1975             |
| 32                                       | Fred Brown      | Base/Escolta       | 1971 - 1984             |
| 43                                       | Jack Sikma      | Pívot              | 1978 - 1986             |
| Entrenadores                             |                 |                    |                         |
| N.º                                      | Entrenador      | Victorias/Derrotas | Años                    |
| 19                                       | Lenny Wilkens   | 121-125 357-277    | 1969 - 1972 1978 - 1985 |

| Números retirados de Oklahoma City Thunder |               |           |             |
| Jugadores                                  |               |           |             |
| N.º                                        | Jugador       | Posición  | Años        |
| 4                                          | Nick Collison | Ala-Pívot | 2003 - 2018 |

Números no utilizados
- 13: James Harden, escolta. Jugador de Oklahoma City Thunder de 2009-12. Pese a no estar oficialmente retirado, después de la marcha de Harden a los Houston Rockets, el club ha denegado vestir el dorsal 13 a jugadores como Steven Adams y Dion Waiters, que lo habían solicitado. La intención de los Thunder al impedir usar el dorsal 13 no es homenajear a Harden, sino evitar comparaciones entre él y cualquier otro jugador que quiera usar ese número, aunque ahora será utilizado por la llegada de Paul George al equipo.[15]
- 20: Gary Payton, base. Jugador de Seattle SuperSonics de 1990-2003. Miembro del Salón de la Fama del Baloncesto. Los Thunder no utilizan este número, pero no ha sido retirado por la negativa del jugador, que nunca jugó para Oklahoma City Thunder.[16]
- 40: Shawn Kemp, ala-pívot. Jugador de Seattle SuperSonics de 1989-1997. Seis veces All-Star de la NBA. Misma situación que Gary Payton.[17]

## Gestión

### General Managers
| GM               | Periodo       |
| ---------------- | ------------- |
| Don Richman      | 1967–1968     |
| Dick Vertlieb    | 1968–1969     |
| Zollie Volchok   | 1969          |
| Bob Houbregs     | 1969–1973     |
| Bucky Buckwalter | 1973          |
| Bill Russell     | 1973–1977     |
| Zollie Volchok   | 1977–1983     |
| Les Habegger     | 1983–1985     |
| Lenny Wilkens    | 1985–1986     |
| Bob Whitsitt     | 1986–1994     |
| Wally Walker     | 1994–2001     |
| Rick Sund        | 2001–2007     |
| Sam Presti       | 2007–presente |

## Premios
| MVP de la Temporada - Kevin Durant - 2014 - Russell Westbrook - 2017 - Shai Gilgeous-Alexander 2025 MVP de las finales de la NBA - Dennis Johnson - 1979 MVP de las Finales de la Conferencia Oeste - Shai Gilgeous-Alexander 2025 Mejor Defensor - Gary Payton - 1996 Mejor Sexto Hombre - James Harden - 2012 Entrenador del Año - Scott Brooks - 2010 - Mark Daigneault - 2024 Ejecutivo del Año - Lenny Wilkens - 1983 - Tom Chambers - 1994 - Sam Presti - 2025 Rookie del Año - Kevin Durant - 2008 | Mejor Quinteto de la Temporada - Spencer Haywood - 1972, 1973 - Gus Williams - 1982 - Gary Payton - 1998, 2000 - Kevin Durant - 2010, 2011, 2012, 2013, 2014 - Russell Westbrook - 2016, 2017 - Paul George - 2019 - Shai Gilgeous-Alexander - 2023, 2024 Segundo Mejor Quinteto de la Temporada - Spencer Haywood - 1974, 1975 - Dennis Johnson - 1980 - Gus Williams - 1980 - Shawn Kemp - 1994, 1995, 1996 - Gary Payton - 1995, 1996, 1997, 1999, 2002 - Vin Baker - 1998 - Ray Allen - 2005 - Russell Westbrook - 2011, 2012, 2013, 2015 - Chris Paul - 2020 Tercer Mejor Quinteto de la Temporada - Dale Ellis - 1989 - Gary Payton - 1994, 2001 - Detlef Schrempf - 1995 | Mejor Quinteto Defensivo - Lonnie Shelton – 1982 - Jack Sikma – 1982 - Danny Vranes – 1985 - Nate McMillan – 1994, 1995 - Serge Ibaka – 2012, 2013, 2014 - Paul George - 2019 Segundo Mejor Quinteto Defensivo - Thabo Sefolosha - 2010 - Andre Roberson - 2017 Mejor Quinteto de Rookies - Bob Rule – 1968 - Al Tucker – 1968 - Art Harris – 1969 - Tom Burleson – 1975 - Jack Sikma – 1978 - Xavier McDaniel – 1986 - Derrick McKey – 1988 - Jeff Green – 2008 - Kevin Durant - 2008 - Russell Westbrook - 2009 - Jalen Williams - 2023 - Chet Holmgren - 2024 Segundo Mejor Quinteto de Rookies - Gary Payton – 1991 - Desmond Mason – 2001 - Vladimir Radmanović – 2002 - James Harden - 2010 - Steven Adams - 2014 - Josh Giddey - 2022 - Cason Wallace - 2024 |